# Île Kewe
Île Kewe är en ö i floden Lualaba, i Kongo-Kinshasa. Den ligger i provinsen Tshopo, i den centrala delen av landet, 1 200 km öster om huvudstaden Kinshasa. Öns invånare tillhör legafolket.